# 정관 (당)
정관(貞觀, 627년 ~ 649년)은 당나라(唐) 태종(太宗) 이세민(李世民)의 연호이다. 23년 동안 사용하였다. 고종(高宗)이 즉위한 후에 연호를 영휘(永徽)로 개원할 때까지 사용하였다.
정관 시기의 당나라는 전성기를 누렸기 때문에 후세에 이 시기를 칭송하면서 연호를 따 정관의 치(貞觀之治)라고 부른다. 또한 이 시기에 태종과 신료들이 정치에 대해서 대화한 것을 엮은 《정관정요》라는 책도 있다.

## 개원
- 무덕(武德) 10년 1월 1일[1](627년 1월 23일)에 연호를 정관(貞觀)으로 개원함.[2][3][4][5]

- 정관(貞觀) 24년 1월 1일[6](650년 2월 7일)에 연호를 영휘(永徽)로 개원함.[7][8][9][5]

## 연대 대조표
| 정관       | 원년       | 2년        | 3년        | 4년        | 5년        | 6년        | 7년        | 8년        | 9년        | 10년       |
| 서기(西紀) | 627년      | 628년      | 629년      | 630년      | 631년      | 632년      | 633년      | 634년      | 635년      | 636년      |
| 간지(干支) | 정해(丁亥) | 무자(戊子) | 기축(己丑) | 경인(庚寅) | 신묘(辛卯) | 임진(壬辰) | 계사(癸巳) | 갑오(甲午) | 을미(乙未) | 병신(丙申) |
| 정관       | 11년       | 12년       | 13년       | 14년       | 15년       | 16년       | 17년       | 18년       | 19년       | 20년       |
| 서기(西紀) | 637년      | 638년      | 639년      | 640년      | 641년      | 642년      | 643년      | 644년      | 645년      | 646년      |
| 간지(干支) | 정유(丁酉) | 무술(戊戌) | 기해(己亥) | 경자(庚子) | 신축(辛丑) | 임인(壬寅) | 계묘(癸卯) | 갑진(甲辰) | 을사(乙巳) | 병오(丙午) |
| 정관       | 21년       | 22년       | 23년       |            |            |            |            |            |            |            |
| 서기(西紀) | 647년      | 648년      | 649년      |            |            |            |            |            |            |            |
| 간지(干支) | 정미(丁未) | 무신(戊申) | 기유(己酉) |            |            |            |            |            |            |            |

## 동시대 연호

### 한국
신라(新羅)
- 건복(建福) (584년 ~ 634년)
- 인평(仁平) (634년 ~ 647년)
- 태화(太和) (647년 ~ 650년)

### 중국
고창국(高昌國)
- 연수(延壽) (624년 ~ 640년)

양(梁, 양사도)
- 영륭(永隆) (618년 ~ 628년)

### 일본
- 다이카(大化) (645년 ~ 650년)

## 같이 보기
- 다른 왕조의 같은 연호
  - 일본(日本) 조간(貞観, 859년 ~ 877년)
  - 서하(西夏) 정관(貞觀, 1101년 ~ 1114년)

- 중국의 연호 목록